# Chymomyza procnemis
Chymomyza procnemis är en tvåvingeart som först beskrevs av Samuel Wendell Williston  1896.  Chymomyza procnemis ingår i släktet Chymomyza och familjen daggflugor. Inga underarter finns listade i Catalogue of Life.